# Jâlons

Jâlons este o comună în departamentul Marne, Franța. În 2009 avea o populație de 581 de locuitori.